# Ilex latifrons
Ilex latifrons är en järneksväxtart som beskrevs av Woon Young Chun. Ilex latifrons ingår i släktet järnekar, och familjen järneksväxter. Inga underarter finns listade i Catalogue of Life.